# Psyllocamptus (Psyllocamptus) eridani
Psyllocamptus (Psyllocamptus) eridani is een eenoogkreeftjessoort uit de familie van de Ameiridae. De wetenschappelijke naam van de soort is voor het eerst geldig gepubliceerd in 1988 door Ceccherelli.